# Elisabete Matos
Elisabete Matos (Caldas das Taipas, Caldelas, Guimarães, Districte de Braga 1970) és una soprano portuguesa. Va estudiar cant i violí a la seva ciutat natal. Va debutar a Hamburg i el 1998 va participar en els actes inaugurals del Teatro Real de Madrid. Entre d'altres, ha interpretat els rols de Chimène (Le Cid) a Sevilla, Margarita (Margarita la Tornera) a Washington DC, Dolly (Sly) a Torí i Japó, Elisabeta de Valois (Don Carlo) a Madrid, Amelia Grimaldi (Simon Boccanegra) i Tosca a Catània, Freia (Das Rheingold) a Torí, Senta (Der fliegende Holländer) a Nàpols, Mimì (La Bohème) i La vida breve a Lisboa i Porto i La Voix humaine a Sevilla i La Fenice, on també ha interpretat Les dialogues des Carmélites.
Va debutar al Gran Teatre del Liceu la temporada 1999-2000 amb Lohengrin. Va tornar la temporada 2001-02 per participar en Kàtia Kabànova. La temporada 2002-03 va cantar a Els Pirineus, Das Rheingold i Die Walküre i la temporada 2003-04 va participar en Götterdämmerung. La temporada 2004-05 hi cantà Gaudí de Guinjoan. També interpretà Tannhäuser la temporada 2007-08 i Iphigénie en Tauride la temporada 2010-11.